# Хорвати в Сербії
Хорвати в Сербії є національною меншиною. Статус національної меншини отримано 2002 року. Згідно з переписом 2011 року, у Сербії проживає 57 900 хорватів, з яких 54 785 осіб у Воєводині та Белграді.

## Демографія
Для хорватів у Сербії характерне популяційне зростання до 1960-х років, а потім чисельне скорочення пов'язане з уповільненням природного приросту, еміграцією і зміненням етнічної приналежності. За даними перепису населення в 1948 році в Сербії проживало 169 864, а за даними перепису перепису 1991 року 105 406 осіб хорватської національності, що становило 2,6 % і 1,1 % від населення Сербії.
Під час переписів населення Югославії в період 1948—1991 років до хорватів відносили й етнічні групи шокців і бунєвців. У даний момент, більшість шокців вважає себе хорватами, тоді як значна частина бунєвців вважає себе окремим етносом[джерело?].
Після 1991 року відбувається різке зменшення чисельності хорватського населення в Сербії викликане, напругою в міжетнічних відносинах у зв'язку з Югославськими війнами, і, в першу чергу, війною в Хорватії. Протягом літа 1992 року понад 10 000 хорватів з Воєводини обміняли свою нерухомість на нерухомість сербів у Хорватії і, в цілому, близько 20 000 хорватів покинули Сербію. За твердженнями представників Демократичного альянсу хорватів у Воєводині Сербію в цей період покинули більше ніж 50 000 хорватів.
Хорвати в Сербії сконцентровані головним чином у автономному краї Воєводина, де за переписом 2011 року проживало 47 033 або 81,2 % хорватів Сербії. Найбільшу кількість населених пунктів з переважанням хорватського населення зафіксовано також у Воєводині, де їх було 1961 року 19, у 1981 року — 18, 1991 року — 12. В Косово і Метохії 1961 і 1981 року в 7 поселеннях переважали хорвати, а в Центральній Сербії таких населених пунктів взагалі не було.
Чисельність хорватів у Сербії
| Рік перепису      | Число хорватів | %      | Загальне населення Сербії |
| ----------------- | -------------- | ------ | ------------------------- |
| 1948              | 169 864        | 2.60 % | 6 527 966                 |
| 1953              | 173 246        | 2.48 % | 6 979 154                 |
| 1961              | 196 409        | 2.57 % | 7 642 227                 |
| 1971              | 184 913        | 2.19 % | 8 446 591                 |
| 1981              | 149 368        | 1.60 % | 9 313 677                 |
| 1991              | 105 406        | 1.08 % | 9 778 991                 |
| 1991 (без Косова) | 97 344         | 1.24 % | 7 822 795                 |
| 2002 (без Косова) | 70 602         | 0.94 % | 7 498 001                 |
| 2011 (без Косова) | 57 900         | 0.81 % | 7 186 862                 |

## Мова
Хорватська мова є офіційною мовою в сербському автономному краї Воєводина.